# هویس تر هیده
هویس تر هیده (به هلندی: Huis ter Heide) یک منطقهٔ مسکونی در هلند است که در زایست واقع شده‌است. هویس تر هیده ۱٫۴۲۵ نفر جمعیت دارد.